# Eric Hoffmann
Eric Hoffmann (* 21. června 1984, Lucembursko) je lucemburský fotbalový obránce a reprezentant, v současnosti (říjen 2015) hráč klubu Jeunesse Esch.

## Klubová kariéra
V Lucembursku hrál za kluby FC Orania Vianden, FC Etzella Ettelbruck, Jeunesse Esch.

## Reprezentační kariéra
V A-mužstvu Lucemburska debutoval 27. 3. 2002 v přátelském utkání v Hesperange proti týmu Lotyšska (prohra 0:3).